# Ústí nad Labem

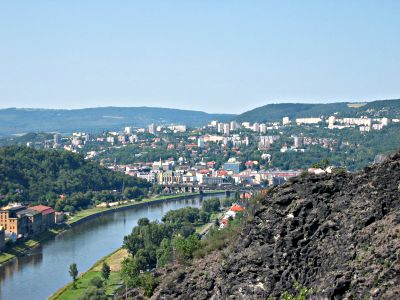
Elbe flyter genom staden

Ústí nad Labem (tyska: Aussig an der Elbe) är en stad i nordligaste Tjeckien, cirka 20 kilometer från statsgränsen mot Tyskland vid motorvägen på E55 mot Dresden. Staden ligger, som namnet antyder, vid floden Elbe (tj. Labe = ty. Elbe). Staden, som har 93 248 invånare (2016) är centrum för det nordböhmiska industri- och jordbruksområdet. Den är huvudort i Ústí nad Labem-regionen.

## Historia
Ústí, som genom sitt läge vid Elbe länge varit en utmärkt handelsplats, nämns redan 993 som en dylik.
Fram till 1945 var majoriteten av befolkningen tysktalande. 31 juli 1945 inträffade en explosion vid en näraliggande ammunitionsdepå, vilket av kommunistiska revolutionsgardister utan närmare undersökning skylldes på den tyska befolkningen, varvid ett stort antal tysktalande avrättades.
Under den tjeckoslovakiska tiden fanns mycket tung industri både i och utanför staden, bland annat en kemisk industri och en konstgödselfabrik mitt i centrum. På grund av de utsläpp som gjordes var staden en av Europas smutsiga städer. Skogsområdena runt staden var svårt drabbade av försurning.
Ústí nad Labem uppmärksammades i media 1999, när man byggde en kontroversiell mur för att skilja romer och etniska tjecker åt. Efter kraftiga protester revs dock muren på Maticnigatan av de tjeckiska myndigheterna.

## Sport
Stadens mest kända idrottsklubbar är ishockeyklubben HC Slovan Ústečtí Lvi och fotbollsklubben FK Ústí nad Labem. Ishockeyklubben spelade i Tjeckiens högsta division Extraliga säsongen 2007/2008 och fotbollsklubben i Gambrinus liga 2010/2011.